# Dinko Neskusil
Dinko Neskusil (Karlovac, 12. srpnja 1966.), hrvatski fotograf, fotoreporter, grafički urednik i istraživač karlovačke foto-povijesti

## Životopis
Rodio se 1966. godine. Fotografiranjem i razvijanjem fotografija bavi se još od osnovne škole. Uznapredovao je tako da je izlagao već kad je bio gimnazijalac u karlovačkoj gimnaziji. Maturirao je 1985. godine. Prvi je put bio na praksi u Karlovačkom tjedniku i Večernjem listu 1984. godine. Godine 1985. radio je za Vjesnik, pa zatim opet za Večernji list od 1986. i od 1990. za Karlovački tjednik kao suradnik. Poslije je prešao u stalni radni odnos u Karlovačkom tjedniku. Sve je godine u Domovinskom ratu bio u fotoreporter u Karlovačkom tjedniku. Od 1996. godine je grafički urednik u istom listu. Danas se bavi digitaliziranjem fotografije. Izlagao je svoje analogne i digitalne fotografije na brojnim skupnim izložbama u zemlji i inozemstvu, a nekoliko je puta samostalno izlagao. Predsjednik je karlovačke udruge fotografa Kafotka.

## Djela
- Autor i urednik fotografije u monografijama:[1]
40 godina Štamparskog zavoda „Ognjen Prica“ (1989.)
Ratna kronika 1991/1992
Graditeljska baština karlovačkog Pokuplja (1993.)
Karlovačke šetnje (1995.)
Karlovac u Domovinskom ratu (1996.)
Obranjen Karlovac – obranjena Hrvatska (1999.)
Karlovačka županija (2004. i 2007.).

- Fotomonografije:[1]
Godine za sjećanje Karlovac 1991. – 1995.

## Nagrade
Neke su mu fotografije nagrađene, a još više je uvršteno u razne knjige, časopise i kalendare.